# Johannes Kleiman
Pour les articles homonymes, voir Kleiman.
Johannes Kleiman (Jo), né le 17 août 1896 à Koog aan de Zaan aux Pays-Bas et mort à Amsterdam, le 28 janvier 1959 fut l'un des Néerlandais venu en aide à la famille d'Anne Frank durant l'occupation allemande des Pays-Bas. Dans le journal d'Anne Frank, il porte le pseudonyme de Mr. Koophuis.

## Éléments biographiques
Johannes Kleiman naît aux Pays-Bas à Koog-sur-le-Zaan, située à quelques kilomètres d'Amsterdam, le 17 août 1896. En 1923, il rencontre Otto Frank tandis qu'il est en train de lancer une branche de la banque familiale à Amsterdam. La banque est cependant mise en liquidation et dépose son bilan en décembre 1924. Johannes Kleiman épouse cette même année Johanna Reuman. Le couple aura une fille, Corrie, qui naîtra le 9 août 1925. Johannes travaille alors pour son frère, Willy dans le commerce de désinfectants. Il devient en 1933 un ami proche de la famille Frank qui avait fui la montée du nazisme en Allemagne pour s'installer aux Pays-Bas. À cette époque, Otto Frank lance une nouvelle entreprise dans le commerce de la pectine, Opekta. Johannes Kleiman en assure la comptabilité. En 1938, les affaires n'étant pas favorables, Otto Frank décide d'élargir la gamme des produits vendus en proposant des condiments pour la viande, il crée Pectacon (juin 1938) et rencontre Hermann van Pels qui disposait de compétences dans le domaine. Johannes tient les livres de comptes des deux sociétés et assurera la direction de Pectacon. Fin 1940, les deux sociétés déménagent pour s'installer au 263, Prinsengracht. Johannes Kleiman, Victor Kugler et leur secrétaire, Bep Voskuijl travaillent pour Pectacon tandis qu'Otto Frank et sa secrétaire Miep Gies travaillent pour Opekta. Otto Frank, empêché par les ordonnances allemandes de rester à la tête de son usine en tant que Juif, demande à Jan Gies de reprendre à son nom la direction d'Opekta qui devient - sur le papier du moins - Gies & Co.
Le 6 juillet 1942, avec l'aide de Johannes Kleiman, la famille entre en clandestinité et se cache dans une annexe de l'usine Opekta. Jusqu'en août 1944, lui et ses collègues Miep Gies, Victor Kugler et Bep Voskuijl veilleront au devenir des huit clandestins de la famille Frank. La santé de Johannes est chancelante, ce qui préoccupe les occupants de l'annexe, au premier rang desquels, Anne. En mars 1943, Johannes souffre d'un ulcère et doit être opéré en septembre.
À la suite d'une dénonciation dont l'auteur ne sera jamais identifié, Victor Kugler, Johannes Kleiman et la famille Frank sont arrêtés le 4 août 1944 et emmenés au quartier général du Sicherheitsdienst à Amsterdam. Johannes Kleiman et Victor Kugler sont tous deux interrogés et transférés à la prison d'Amstelveenseweg puis, le 7 septembre 1944 à la prison de Weteringsschans à Amsterdam. Le 11 septembre 1944 ils sont transférés dans le camp de concentration d'Amersfoort aux Pays-Bas. À la suite de l'intervention de la Croix-Rouge, Il en est libéré six semaines plus tard pour raison de santé.
Après la publication du Journal d'Anne Frank qui décrit ses deux années passées dans la clandestinité, Kleiman accompagnera régulièrement des journalistes et des visiteurs sur le lieu de l'annexe secrète (het achterhuis) et s'impliquera énormément dans la création de la Fondation Anne Frank qui voit le jour le 3 mai 1957. Il ne vivra cependant pas assez longtemps pour voir la réouverture de la maison transformée en musée du souvenir en 1960. Il meurt derrière son bureau, le 28 janvier 1959. Otto fut dévasté par cette perte.

## Reconnaissances
- En mars 1972, il est déclaré Juste parmi les nations par l'Institut Yad Vashem[3].